# 윤상 (청나라)
윤상(만주어: ᠠᡳᠰᡳᠨ
ᡤᡳᠣᡵᠣ
ᡳᠨ
 ᠰᡳᠶᠠᠩ Aisin Gioro In Siyang, 1686년 11월 16일 ~ 1730년 6월 18일)은 강희제의 서자, 옹정제의 이복 동생으로 화석이현친왕(和碩怡賢親王)이었다.

## 생애
강희제와 후궁 경민황귀비 장가씨(敬敏皇貴妃 章佳氏)의 1남 2녀 중 장남으로 태어났다. 하지만 윤상이 10살이 되던 해인 1699년 친모 경민황귀비 장가씨가 세상을 떠나면서 윤상은 옹정제 윤진의 친모인 효공인황후 오아씨에 의해 자랐다. 이러한 이유로 윤상은 옹정제의 세력이 되었다.
1722년 12월 20일, 부황인 강희제가 붕어하면서 옹친왕이었던 옹정제에게 제위를 물려주는 유조를 남겨 옹정제가 즉위하였다. 옹정제 즉위 후 작위가 없었던 윤상에게 화석이친왕의 작위를 내렸고, 이 작위를 세습을 허락함으로써 12개의 철모자왕 중 9번째로 받은 철모자왕이 되었다.
옹정제는 이에 그치지 않고 자신에게 충성을 바쳤던 윤상에게 청나라 최고 실권을 주게 되는데, 옹정제는 황권 강화를 위해 설치한 군기처에 윤상을 천거하면서, 윤상은 일약 청나라 최고의 실권자가 되었다. 옹정제의 다른 형제들과는 달리 오직 충성심으로 다른 형제들이 숙청을 당할 때, 이현친왕은 부귀영화를 누렸다고 한다.
그러나 1730년 6월 18일, 45세의 나이로 일찍 훙서하였고, 1명의 적복진과 5명의 측실에게서 9남 5녀의 자식을 보았다. 그 중 이현친왕의 4녀였던 화석화혜공주는 옹정제가 각별히 총애하는 조카딸이었다. 이현친왕이 사망 후 이친왕의 작위는 7남인 애신각라 홍효에게 이어졌다.
여담으로, 적복진 조가씨는 역대 황자들의 적복진 중 이례적으로 각별한 총애를 받은 적복진으로 보인다. 강희제의 다른 황자들의 가계도를 살펴보면 적복진들은 대개 소생이 적은 편이며 아예 아이를 낳지 못한 적복진들도 더러 존재한다. 이는 적복진이 만주족 고위 관료 및 황족들의 딸 중 책봉되는 터로 정략적인 지위이기 때문에 총애를 받지 못하는 경우가 많기 때문이다. 그래서 황자들은 대개 측복진이나 시첩으로부터 더 많은 자녀를 보는 경향이 있다. 그러나 조가씨가 첫 자녀인 군주를 출생한 이후로 7명의 자녀를 출생했다는 점, 다른 측실들이 각각 소생을 한 명밖에 두지 않았다는 점을 미루어 볼 때 이친왕은 조가씨를 각별히 총애했음을 미루어 짐작할 수 있다. 이친왕에게 측실이 5명 있기는 하나, 장녀와 장남을 출생한 측복진 과이가씨는 조가씨가 책봉되기 전에 맞아들인 측실로 보이며 나머지 측실들 또한 황실의 관습에 따라 주기적으로 맞아들인 것으로 보인다. 이 시기에는 본부인이 시집을 오거나 회임을 할 때, 측부인이나 시첩을 들이는 것이 일종의 관례처럼 여겨졌기 때문이다.
일설로, 황제의 피휘로 인해 같은 형제라도 같은 한자를 쓸 수 없게 되어있는데, 옹정제는 처음에 윤상의 피휘를 윤상(允祥)으로 바꾸었으나 윤상 사후 그의 충성심에 옹정제는 그의 이름을 다시 윤상(胤祥)으로 바꿔주었다.

## 가족 관계
- 부황 : 청나라 4대 황제 강희제 (康熙帝)
- 친모 : 경민황귀비 장가씨 (敬敏皇貴妃 章佳氏)
  - 여동생 : 10녀 화석온각공주 (1687년 ~ 1709년)
  - 처남 : 부마 옹우특부 두릉군왕 박이제길특 창진
  - 여동생 : 12녀 화석돈각공주 (1691년 ~ 1709년)
- 양모 : 효공인황후 오아씨 (孝恭仁皇后 烏雅氏)
  - 이복형 : 청나라 5대 황제 옹정제 (雍正帝)
  - 이복형 : 애신각라 윤조 (愛新覺羅胤祚, 1680년~1685년)
  - 이복동생 : 순근군왕 애신각라 윤제 (恂勤郡王 愛新覺羅胤禵, 1688년~1756년)

#### 이친왕부
- 정실 : 적복진 조가씨 (1686년 ~ 1730년) - 상서 마이한(1634년 ~ 1718년)의 7녀
  - 차녀 : 군주 (1707년 ~ 1726년)
  - 사위 : 이이근각라 부승액 - 대학사 이상아의 손자이며 산서총독 이도립의 아들, 이도립은 조가씨의 언니와 결혼하였음
  - 3남 : 다라패륵 홍돈 (1710년 ~ 1725년)
  - 4남 : 다라영량군왕 홍교(1713년 ~ 1764년)
  - 4녀 : 화석화혜공주 (1714년 ~ 1731년) - 옹정제의 양녀
  - 사위 : 박이제길특 다이제색포등
  - 5남 : 홍형 (1715년 ~ 1722년) - 요절
  - 7남 : 화석이희친왕 홍효(1722년 ~ 1778년)
  - 8남 : 수은 (1725년 ~ 1727년) - 요절
- 측실 : 측복진 부찰씨 - 좌령 승격의 딸
  - 3녀 : 군주 (1710년 ~ 1711년) - 요절
- 측실 : 측복진 오소씨 - 금보의 딸
  - 6남 : 다라패륵 홍금 (1716년 ~ 1729년) - 요절
- 측실 : 측복진 과이가씨 - 낭중 아합점의 딸
  - 장녀 : 군주 (1703년 ~ 1776년)
  - 사위 : 진제리 살극신
  - 장남 : 다라패륵 홍창 (1706년 ~ 1771년)
- 측실 : 서복진 석가씨 - 영초 장격의 딸
  - 차남 : 미상 (1708년 ~ 1709년) - 요절
- 측실 : 서복진 납라씨 - 경차도위 오이돈의 딸
  - 9남 : 아목산랑 (1726년 ~ 1727년) - 요절